# Verwaltungsgemeinschaft Zellingen
In der Verwaltungsgemeinschaft Zellingen im unterfränkischen Landkreis Main-Spessart haben sich folgende Gemeinden zur Erledigung ihrer Verwaltungsgeschäfte zusammengeschlossen:
1. Himmelstadt, 1589 Einwohner, 13,41 km²
2. Retzstadt, 1649 Einwohner, 18,08 km²
3. Thüngen, Markt, 1312 Einwohner, 13,60 km²
4. Zellingen, Markt, 6389 Einwohner, 41,44 km²

Sitz der Verwaltungsgemeinschaft ist Zellingen.
Gemeinschaftsvorsitzender ist der 1. Bürgermeister von Zellingen Stefan Wohlfart.